# 오도미터

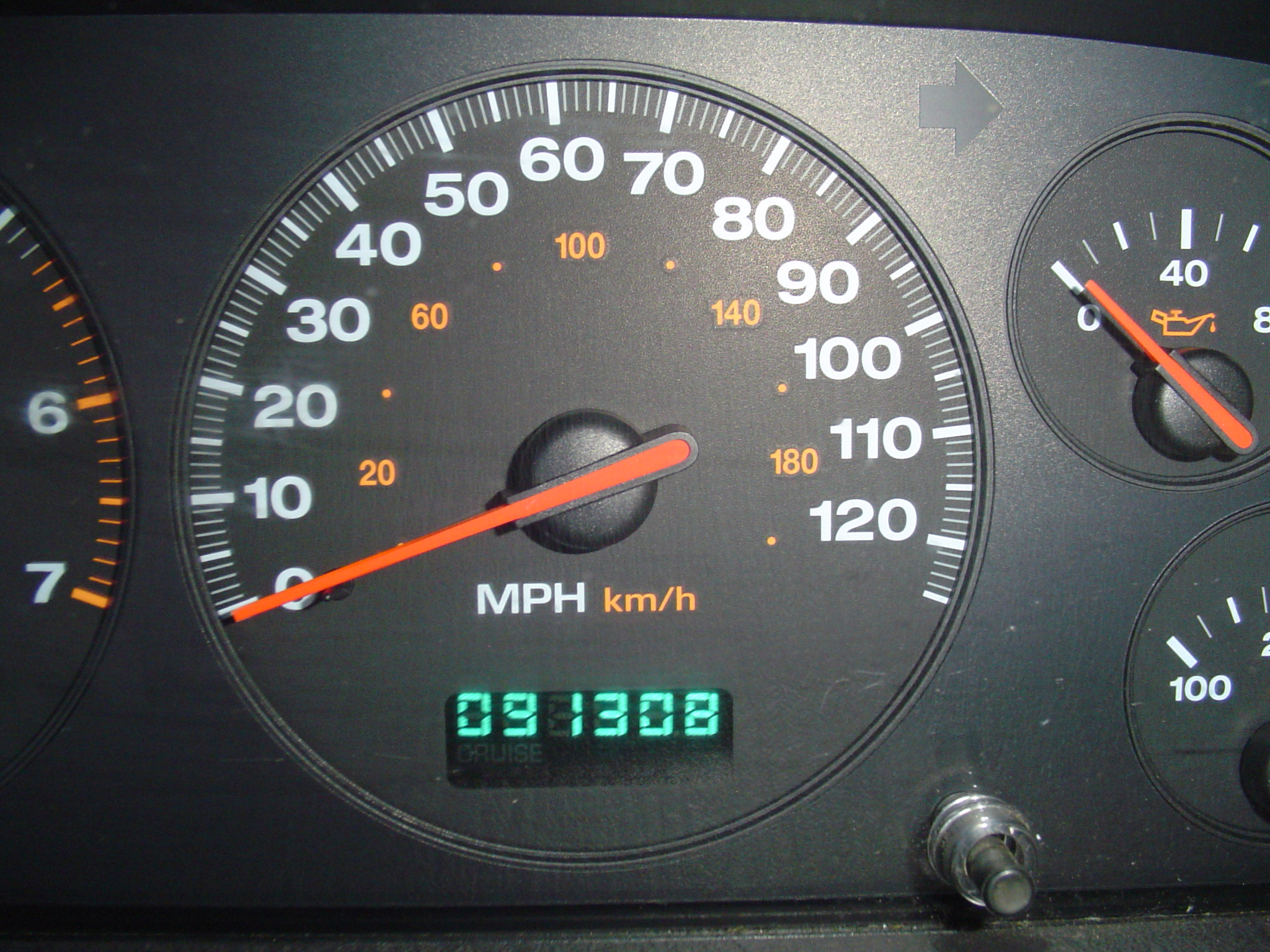
전자식 오도미터 (속도계 아래)

오도미터(odometer), 오도그래프(odograph)는 자전거나 자동차와 같은 차량이 이동한 거리를 측정하는 데 사용되는 장치이다. 이 장치는 전자식, 기계식 또는 이 둘의 조합(전기기계식)일 수 있다. 이 명사는 고대 그리스어 ὁδόμετρον, hodómetron, ὁδός, hodós("경로" 또는 "게이트웨이") 및 μέτρον, métron("측정")에서 유래되었다. 주행 거리계의 초기 형태는 고대 그리스-로마 세계와 고대 중국에 존재했다. 영국식 단위나 미국 관습 단위를 사용하는 국가에서는 mileometer 또는 milometer라고도 하며, 전자는 특히 영국과 영연방 회원국에서 널리 사용된다.
한국어로는 주행 거리계, 적산 거리계, 주행 기록계, 윤정계 등으로 번역된다.

## 같이 보기
- 속도계
- 운행기록계
- 타코미터
- 택시미터
- 선속계